# Кладбище Атлантики

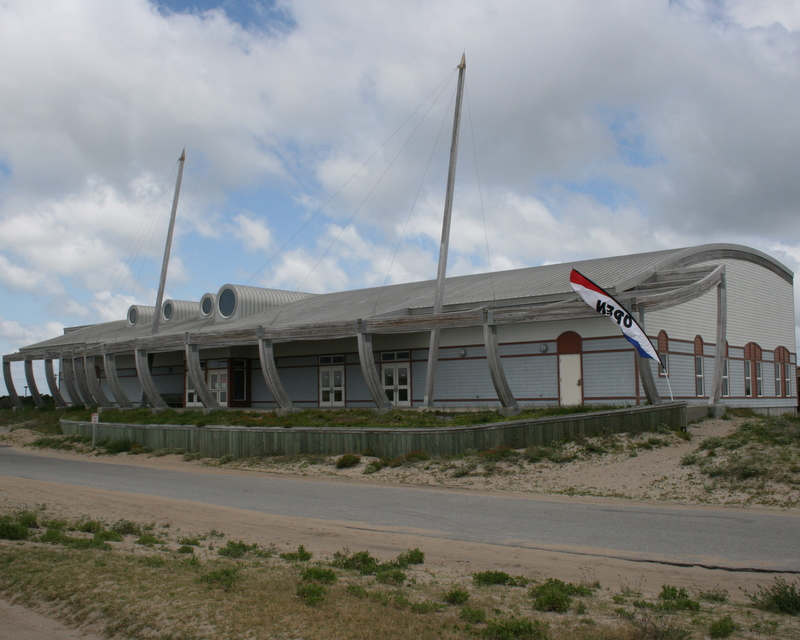
Музей Кладбище Атлантики в деревне Хаттерас, остров Хаттерас.

«Кладбище Атлантики» — название района Атлантического океана напротив мыса Хаттерас вдоль Внешних отмелей Северной Каролины. Назван так по частым штормовым ветрам и бурным изменчивым течениям. Здесь южная ветвь Лабрадорского течения встречается с Гольфстримом. Напротив мыса находятся отмели Диамонд. Впервые такое определение району дал Александр Гамильтон, который позже настоял на постройке маяка Хаттерас на мысу.
Сложные погодные условия, сильные переменчивые течения и трудности навигации, особенно в районе отмелей Диамонд, привели к гибели множества кораблей и бесчисленным человеческим жертвам. Более тысячи кораблей потерпели крушение в этих местах с 1526 года, когда стали вестись записи. Один из самых известных погибших здесь кораблей — участник битвы на Хэмптонском рейде броненосец USS Monitor, затонувший 31 декабря 1862 года.